# Посочване и щракване
„Посочване и щракване“ (на английски: point-and-click) е действие на компютърния потребител, при което курсорът се премества до определено място на екрана (посочване), след което се натиска съответен бутон на мишката или друго посочващо устройство (щракване). Когато посочващото устройство е мишка, обикновено се има предвид левия бутон. Посочване и щракване се прилага например при хипермедия, при която потребителите трябва да щракнат върху хипервръзки (препратки), за да се прехвърлят от един документ на друг.
„Посочване и щракване“ може да се реализира чрез различни видове устройства: мишки, тъчпади, клавиатури, джойстици, бутони за превъртане и тракболи.
Някои видове потребителски интерфейси, например графичните потребителски интерфейси, и софтуер програми понякога се описват като тип „посочване и щракване“, което цели да покаже, че са особено лесни за употреба — от потребителя се изисква само да насочи курсора и да натисне бутон, без да е нужно да изписва текстови команди, за да заяви своето желание. Тези интерфейси понякога снизходително са определяни (например от страна на потребителите на Unix) като „click-and-drool interfaces“ („щракни и ще ти потекат лигите“).

## Посочване на обекти без щракване
В някои приложения като Internet Explorer, придвижването на курсора на мишката над хипервръзка (hovering) за части от секундата може да доведе до показване на допълнителна, помощна информация (tooltip). При някои видове графични потребителски интерфейси по подразбиране или след промяна на настройките посочването на икони води до избирането (маркирането) им.

## Еднократно щракване
При действието еднократно щракване се натиска единият бутон на мишката, без тя да бъде местена. Състои се от две действия: (1) натискане на бутона и (2) освобождаването му. Ако интервалът от време между натискането на бутона и неговото освобождаване е твърде дълъг, тези две събития не се описват като „щракване“.
Еднократното щракване обикновено е основното действие на мишката. В много операционни системи това щракване избира (маркира, осветява) обекта, докато щракването два пъти го изпълнява или отваря. Фразата с „едно щракване“ или с „един клик“ се използва и прилага в електронната търговия като израз на конкурентно предимство, свързано с удобството при използване на интернет услуги.

### Еднократно щракване върху икони
По подразбиране при повечето компютърни системи, за да може човек да избере дадена софтуерна функция, трябва да натисне левия бутон на мишката. Пример за това е щракването върху дадена икона. По подобен начин, с щракване на десния бутон на потребителя се предлага текстово меню, от което може да избере различни действия. Тези действия могат да варират от отваряне, претърсване, достъп до свойствата на обекта и други. Особено в рамките на развлекателния софтуер, интерфейсите от тип „посочване и щракване“ са често използвани като метод за въвеждане на входни данни, обикновено предлагайки меню или лента с икони, които функционират по очакван от потребителя начин.

### Еднократно щракване върху текст
В много програми за текстообработка и други приложения, щракването на дадено място в текст води до придвижване на курсора за въвеждане на текст на това място. Щракването и задържането на левия бутон позволява на потребителя да маркира (освети) избрана част от текста, което дава редица възможности за използване или редактиране на текста.

## Двойно щракване
Двойно щракване най-често се използва, когато курсорът е поставен върху икона или друг обект и бутонът се натиска бързо два последователни пъти. Това действие, извършено без да се променя местоположението на мишката, произвежда двойно щракване. Времето, което може да измине между първото и второто щракване за да бъде произведено двойно щракване, зависи от настройките, но е обикновено по-малко от секунда.

## Закон на Фитс
През 1954 година психологът Пол Фитс формулира закономерност, която описва модел на човешко движение при взаимодействието между човек и компютър и в ергономията, дефинирайки времето, необходимо да бързо придвижване към целеви обект, като функция на разстоянието до обекта и на неговите размери. Законът на Фитс се използва, за да моделира акта на посочване, както при физическото докосване на обект с ръка, или виртуалното посочване на компютърен екран, използвайки посочващо устройство. Използва се за определяне на времето, необходимо за изпълнение на действието „посочване и щракване“.
{\displaystyle T=a+b\log _{2}{\Bigg (}1+{\frac {D}{W}}{\Bigg )}}, където
- Т е средната продължителност за завършване на това движение.
- a представлява времето от началото до края на работата на посочващото устройство, а b е присъщата скорост на устройството. Тези константи могат да се определят експериментално чрез линейна апроксимация на измерените данни.
- D e разстоянието от началната точка до центъра на обекта, върху който ще се щракне.
- W е ширината на целевия обект, измерена по дължината на оста на движение. W може да се възприема като допустимия толеранс на грешката в крайното положение на мишката, тъй като крайната точка на движение трябва да попада на разстояние ± W/2 от центъра на обекта.